# 天仓增九
鯨魚座37，又名BD-08 216，HD 7439、SAO 129193、HR 366，是鯨魚座的一颗恒星，视星等为5.13，位于銀經139.8，銀緯-70.04，其B1900.0坐标为赤經1h 9m 21.7s，赤緯-8° -70.04′ 37″。